# Olivier II de Mauny
Olivier II de Mauny, dit le Jeune, né à une date inconnue à la fin XIVe siècle et mort après 1418, était un chevalier breton, sire de Lesnen, conseiller et chambellan du roi de France, ainsi que capitaine militaire pendant la guerre de Cent Ans et la guerre civile entre Armagnacs et Bourguignons. Fils d'Olivier Ier de Mauny, compagnon d'armes de Bertrand Du Guesclin, il fut un fidèle serviteur des Armagnacs et du dauphin Charles. Nommé porte-oriflamme de Saint-Denis en 1417, il défendit des places stratégiques en Normandie, notamment Falaise et Château-Gaillard, contre les Anglais.

## Biographie
Issu d'une ancienne famille bretonne, Olivier II de Mauny est le fils d'Olivier Ier de Mauny, cousin et compagnon d'armes de Bertrand Du Guesclin, et le petit-fils d'Hervé de Mauny, baron de Thorigny. Sa famille possède des terres en Bretagne (Lesnen, diocèse de Saint-Malo) et en Normandie (Marcey, diocèse d'Avranches).
Dès 1386, il accompagne le roi Charles VI de France lors des préparatifs d'une expédition contre l'Angleterre, qui n'a finalement pas lieu. Il est nommé chambellan du roi, recevant 400 francs d'or pour ses services. En 1401, Charles VI lui octroie 2 000 francs d'or, témoignant de son importance à la cour. 
En 1405, il écrit une lettre au roi de Castille Henri III de Castille, décrivant l'enlèvement du dauphin par le duc de Bourgogne, révélant ainsi sa position nuancée entre les factions bourguignonne et orléanaise.En 1404, Olivier II de Mauny est nommé capitaine de Saint-Malo, poste qu'il occupe jusqu'en 1415, malgré un litige avec Robert de la Heuse, résolu en sa faveur par le Parlement de Paris en 1407. Il touche 3 000 francs de gages pour cette charge. 
À partir de 1411, il est également capitaine de Regnéville-sur-Mer, dans le Cotentin. En 1415, il sert en Normandie sous les ordres du duc d'Alençon pour contrer l'avance anglaise. Il est nommé capitaine de Falaise le 4 novembre 1415.
En 1416 et 1417, il est membre du Conseil royal, jouant un rôle actif dans l'administration armagnac. En 1417, il est investi de la prestigieuse charge de porte-oriflamme de Saint-Denis, symbole de la cause royale française. 
La même année, entant que capitaine de Falaise, il défend le château contre les Anglais de décembre 1417 à janvier 1418. Malgré ses efforts, la ville capitule sous la pression de négociations menées par Gilbert Motier, seigneur de La Fayette. Fait prisonnier, Olivier II de Mauny est rapidement libéré, car en 1418, il est chargé de défendre Château-Gaillard. Il y résiste seize mois, mais doit se rendre en 1419 faute de ressources, notamment d'eau.
Aucune mention postérieure à 1418 n'a été trouvée concernant Olivier II de Mauny, sire de Lesnen, ce qui suggère qu'il disparut des sources après la chute de Château-Gaillard.

## Héritage
Olivier II de Mauny, par sa fidélité aux Armagnacs et au dauphin, incarna la résistance française face à l'invasion anglaise en Normandie. Sa carrière, marquée par des commandements stratégiques à Saint-Malo, Falaise, et Château-Gaillard, ainsi que par son rôle au Conseil royal, reflète l'importance de sa famille dans les sphères militaire et administrative du royaume. Sa défense acharnée de Château-Gaillard, bien que soldée par une capitulation, fut mentionnée dans les chroniques, notamment celle d'Enguerrand de Monstrelet. 
Aucun monument ou hommage spécifique n'est connu, mais son action est documentée dans les sources bretonnes et normandes de l'époque.Il ne doit pas être confondu avec son cousin Olivier de Mauny, sire de Thiéville, chevalier banneret actif en 1419-1421, mort sans enfants en 1424.